# Complex de reconeixement d'origen
El complex de reconeixement d'origen (ORC, de l'anglès origin recognition complex) és un conjunt de sis proteïnes que es localitzen a l'ADN. Per diferenciar-les, han sigut numerades de l'ORC1 fins a l'ORC6. S'han trobat a molts organismes eucariotes (Saccharomyces cerevisiae, Drosophila melanogaster, Arabidopsis thaliana, Homo sapiens...) i es creu que són presents a totes les cèl·lules d'aquest tipus. La seva funció principal és iniciar la replicació de l'ADN. Si més no, s'ha observat també que interacciona amb factors de la cromatina com el Ser1 i el HP1. Actualment s'està investigant si, com està estretament lligat als gens, és possible que aquest complex estigui relacionat amb el desenvolupament neuronal i teixit muscular. A més, a mesura que s'investiga i s'experimenta al respecte, s'hi van trobant noves possibles funcions com neuronal, la participació en la mitosi, en la citocinesi, en la silenciament gènic transcripcional.
Cadascuna d'aquestes sis proteïnes que el constitueixen està repartida en diferents cromosomes: l'ORC1 és al cromosoma 12, l'ORC2 al cromosoma 2, l'ORC3 al cromosoma 12, l'ORC4 al cromosoma 16, l'ORC5 al 14 i l'ORC6 al 8. Cadascuna juga una funció diferent. Les seves estructures són força similars (formen part del mateix complex) excepte l'ORC6, el qual és més llarga i no posseeix el domini AAA+. En canvi, l'ORC1 comparteix moltes característiques i estructures amb la proteïna Cdc6 (com per exemple el mateix enllaç amb l'ADN a l'extrem carboxil) la qual cosa fa pensar que poden provenir de gens semblants o paral·lels.

## Història i investigació
Va ser descobert pels investigadors Stephen P. Bell i Bruce Stillman en l'espècie Saccharomyces cerevisiae. A partir d'aquest descobriment, es van anar fent experiments amb materials genètics i ORC de diferents espècies: hàmsters, insectes, virus, Xenopus laevis, Drosophila melanogaster, Schizosaccharomyces pombe… L'estudi de l'ORC humà era més complicat, ja que es desconeixia si formava part d'una secció determinada del nucleosoma o bé només es trobava en la fase G1 del cicle cel·lular. Per fraccionament cel·lular es va observar que aquest complex es trobava fortament unit a la cromatina durant la meiosi i la fase G1 del cicle cel·lular, excepte la subunitat ORC2, que era present activament al llarg de tot el cicle juntament amb el sistema proteic de hMCM. Més endavant, es va veure que l'ORC no actuava sol sinó que es trobava unit a l'ARC, protegint A i B1 de l'ARS 1, formant un complex de seqüència específica que activa a les proteïnes Cdc6 i Mcm, iniciadors de la transcripció de l'ADN.
Per confirmar la hipòtesi que l'ORC està estretament lligat amb la replicació de l'ADN, es va crear una subunitat d'ORC negatiu que inhibia la formació de les proteïnes d'aquest complex. Com que després que finalitzi la replicació aquest complex és degradat per proteòlisi via l'ubiquitina, el cicle cel·lular quedava interromput a la fase G1. Aquest resultat va afirmar que l'ORC és indispensable pel desenvolupament i replicació cel·lular per la qual cosa podria ser que estigués relacionat també amb la proliferació descontrolada cel·lular, és a dir, en la formació de càncers.

## Estructura

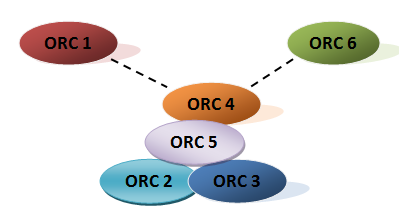
Esquema de com s'uneixen les diferents subunitats de l'ORC

Aquest complex està compost per sis proteïnes numerades de l'1 al 6 però, encara que sigui un complex, no totes elles interaccionen unes amb les altres. S'ha observat que l'ORC2, 3, 4 i 5 formen un complex amb enllaços molt forts i estables mentre que l'ORC1 i 6 no en formen part, es troben més independents.
El complex compost per les 4 proteïnes ORC centrals tampoc interacciona entre elles directament. L'ORC2 es troba unit per l'extrem C-Terminal al N-Terminal de l'ORC3, formant d'aquesta manera un complex molt estable. Per saber com interaccionava aquest amb les altres dues molècules, es va aïllar juntament amb l'ORC4 i van observar que no formaven un complex; en canvi, aïllant-lo amb l'ORC5, sí que es formava un complex. A partir d'aquí es va deduir que un cop formada la unió de l'ORC2 i 3, calia que primer interaccionés l'ORC5 per tal que ORC4 pogués desenvolupar un enllaç més estable.
Existeix una variant de la proteïna ORC3 (ORC3N) a la qual se li han tret els 200 aminoàcids que s'uneixen als 225 residus del C-Terminal de l'ORC2. Aquesta segueix interaccionant amb l'ORC2 però no ho pot fer ni amb 5 ni 4. Això produeix que el complex no es pugui formar i no pugui dur a terme les funcions correctament.

## Funció
El Complex de reconeixement d'origen (ORC) té un paper molt important per tal que es pugui iniciar la replicació de l'ADN. L'ORC generalment requereix trifosfat d'adenosina per tal d'interaccionar específicament amb l'ADN. Un cop unit a l'ADN, el Complex de reconeixement d'origen du a terme un paper fonamental a l'hora d'incorporar els factors necessaris per a l'inici de la replicació. La incorporació d'aquests factors segueix un procés ordenat: primer es recluta la proteïna Cdc6 i la Cdt1p, seguides pel complex de manteniment de minicromosomes (Mcm), formant així un complex proteic de prereplicació (pre-RC). Durant la transició de la fase G1 a la fase S del cicle cel·lular, altres factors addicionals són incorporats a l'origen de replicació. Aquests factors inclouen les CDKs i DDKs (quinases que intervenen en la regulació del cicle cel·lular), la proteïna Cdc45p, els tres ADN polimerases eucariòtics i l'RPA (proteïna d'unió de l'ssDNA). L'augment dels nivells de CDK provoca la fosforilació de les proteïnes Cdc6 i Cdt1p, fent que aquestes perdin la seva afinitat pel complex i per l'ADN. Degut a aquesta pèrdua d'afinitat, l'helicasa deixa d'estar inhibida i procedeix a la separació de la doble hèlix de l'ADN per tal que pugui iniciar-se la replicació.
Així doncs, es pot sintetitzar que la interpretació més senzilla de la funció principal de l'ORC en aquests esdeveniments és que actua com una "plataforma d'aterratge" per a localitzar altres factors a l'origen de replicació.
A més del paper estàndard de l'ORC a la replicació, actualment s'hi estan trobant altres funcions.
Tot i que a la replicació de l'ADN, l'ORC (conjuntament amb la resta de components del complex pre-replicatiu) actua com a unitat, (és a dir, les 6 proteïnes), en els estudis de possibles funcions de vegades es troben les subunitats actuant per separat.
L'ORC s'ha trobat tant al nucli com al citoplasma, interaccionant amb diferents components cel·lulars, cosa que ha posat en marxa molts estudis i experiments per determinar aquestes possibles funcions addicionals.

### Mitosi
S'ha trobat relació de l'ORC amb alguns aspectes de la mitosi, de la formació dels cromosomes i de la citocinesi. Durant el cicle cel·lular, una part de l'ORC2 que ha actuat en la replicació (pas de la fase G1 a S del cicle) es queda a la cèl·lula però ara formant part dels cromosomes (al centrosoma i cinetocor, que controla tot el moviment dels cromosomes durant la mitosi).
Experimentalment, quan s'elimina l'ORC de la cèl·lula, en una part de les cèl·lules estudiades no es produeix la mitosi (és a dir, s'activa el punt de control de la mitosi i aquesta no avança), i l'altra part presenta cromosomes anormals, així com altres variacions del que hauria de produir-se a la fase M.
Per tant, es pot dir que l'ORC2 coordina tots els estadis del cicle de l'herència dels cromosomes(duplicació, estructura, control del nombre de cromosomes, cohesió de les cromàtides germanes...).

### Citocinesi
L'ORC6 s'ha trobat a l'equador cel·lular durant l'anafase i intervé en la citocinesi, que es produeix seguidament (s'ha trobat a l'anell contràctil).
Cal remarcar, aleshores, que part d'algunes subunitats de l'ORC continuen al cicle cel·lular després de produir-se la replicació, participant activament en altres punts d'aquest.

### Silenciament gènic transcripcional
Aquest és el procés pel qual una part de l'ADN no s'expressa. Aquests dominis silenciosos són els que es troben a l'heterocromatina, que està formada pels silenciadors.
Hi ha més d'una molècula amb aquesta funció, i en alguns estudis s'han trobat associades o unides a l'ORC.
També s'ha trobat interaccionant amb HP1 (un tipus d'heterocromatina).
Per tant, se suggereix que l'ORC també participa en la determinació de quins seran els dominis de la transcripció que s'expressen i els que no.

### Telòmers
També s'ha relacionat l'ORC amb els telòmers, més concretament amb les regions TRFs (on l'ADN es repeteix de manera que protegeix a la cèl·lula de perdre informació genètica important a la duplicació). Experimentalment, quan no hi ha ORC en aquestes regions, es produeixen defectes tals com la pèrdua de part d'aquestes regions, telòmers disfuncionals i formació de cercles.
L'ORC per tant contribueix al manteniment dels telòmers.

### Neuronal
A més del paper nuclear de l'ORC, s'hi ha trobat una funció citosòlica en la formació i el creixement de les dendrites de les neurones. De fet, s'ha afegit l'ORC a les molècules del cicle cel·lular que regulen el desenvolupament neuronal i la plasticitat, i especialment aquestes funcions es relacionen amb l'ORC3 i els estudis fets de la Drosophila Melanogaster.

### Càncer
Recentment s'ha estat estudiant una possible relació de l'ORC amb el càncer i el seu desenvolupament als humans.
Malgrat que encara no hi ha resultats concloents al respecte, i que només s'hi han fet experiments amb organismes inferiors, moltes proteïnes associades a l'ORC prometen com a possibles biomarcadors per a la detecció primerenca del càncer.
Tot i així continua sent un interrogant a quines mutacions d'aquest o a quina variació dels seus nivells podria contribuir-hi.